# فرانسیسکو کراویرو لوپز

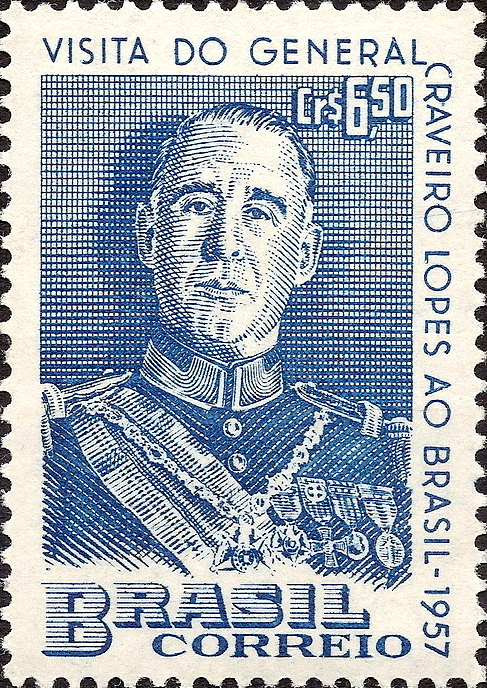

فرانسیسکو کراویرو لوپز (انگلیسی: Francisco Craveiro Lopes؛ ۱۲ آوریل ۱۸۹۴ – ۲ سپتامبر ۱۹۶۴) یک سیاست‌مدار اهل پرتغال بود.